# Quartissimo
Quartissimo es un cuarteto de cuerda, formado por Žiga Cerar (1º violín), Matjaž Bogataj (2º violín), Luka Dukarić (viola) y Samo Dervišić (Violoncello). Son jóvenes, pero conocidos músicos, con experiencia como solistas o miembros de diferentes orquestas de cámara. Todos ellos se graduó de la Escuela de Música de Violín de Filarmónica Eslovena. Ellos representan a Eslovenia en el Festival de la Canción de Eurovisión 2009 con la canción Love Symphony. El compositor y letrista de la canción es Andrej Babić, cuyas canciones han representado a 4 países en Eurovisión: Croacia 2003, Bosnia y Herzegovina 2005, Eslovenia 2007 y Portugal 2008. Originalmente, la canción "Love Symphony" fue escrita solo para instrumentos, sin embargo, las reglas de Eurovisión no lo permiten, por lo tanto, Martina Majerle, se añdio a la canción como solista.